# 阿纳波利斯格雷米奥体育俱乐部
阿纳波利斯格雷米奥体育俱乐部（Grêmio Esportivo Anápolis），简称阿纳波利斯格雷米奥，是一家位于巴西阿纳波利斯的足球俱乐部，于1999年3月15日在伊纽马斯成立，故之前名为伊纽马斯格雷米奥（Grêmio Esportivo Inhumense）。2011年，获得了首个联赛冠军，为巴西戈亚斯州足球乙级锦标赛。